# 単項イデアル環
数学において、単項右（左）イデアル環、主右（左）イデアル環 (principal right (left) ideal ring) は環 R であってすべての右（左）イデアルがある x ∈ R に対して xR (Rx) の形であるようなものである。（1つの元で生成されたこの形の右と左のイデアルは単項イデアルである。）これが左と右のイデアル両方に対して満たされるとき、例えば R が可換環のような場合、R を単項イデアル環、主イデアル環 (principal ideal ring) あるいはシンプルに 単項環、主環 (principal ring) と呼ぶことができる。
R の有限生成右イデアルだけが単項であるならば、R は右ベズー環 (right Bézout ring) と呼ばれる。左ベズー環は同様に定義される。これらの条件は整域 (domain) においてベズー整域として研究される。
整域でもあるような可換単項イデアル環は単項イデアル整域 (PID) と呼ばれる。この記事において焦点は整域とは限らない単項イデアル環のより一般的な概念に当てる。

## 一般的な性質
R が右単項イデアル環であれば、それは確かに右ネーター環である、なぜならばすべての右イデアルは有限生成だからだ。それは右ベズー環でもある、なぜならばすべての有限生成右イデアルは単項だからだ。それにまた、単項右イデアル環はちょうど右ベズーかつ右ネーターな環であることは明らかである。
単項右イデアル環は有限直積で閉じている。{\displaystyle R=\prod _{i=1}^{n}R_{i}} であれば、R の各右イデアルは {\displaystyle A=\prod _{i=1}^{n}A_{i}} の形である、ただし各 {\displaystyle A_{i}} は Ri の右イデアルである。すべての Ri が単項右イデアル環であれば、Ai=xiRi であり、 {\displaystyle (x_{1},\ldots ,x_{n})R=A} であることがわかる。それほどさらに努力しなくても右ベズー環もまた有限個の直積で閉じていることが証明できる。
単項右イデアル環と右ベズー環はまた商についても閉じている、つまり、I が単項右イデアル環 R の真のイデアルであれば、商環 R/I もまた単項右イデアル環である。これは環の同型定理からただちに従う。
上記のすべての性質は左でも同様に成り立つ。

## 可換の例
1. n を法とした整数 {\displaystyle \mathbb {Z} /n\mathbb {Z} }.
2. {\displaystyle R_{1},\ldots ,R_{n}} を環とし {\displaystyle R=\prod _{i=1}^{n}R_{i}} とする。このとき R が主環であることと Ri がすべての i に対して主環であることは同値である。
3. 主環の任意の乗法的集合における局所化は再び主環である。同様に、主環の任意の商は再び主環である。
4. R をデデキント整域とし I を R の 0 でないイデアルとする。このとき商 R/I は主環である。実際、I を素イデアルの冪の積として分解できる： {\displaystyle I=\prod _{i=1}^{n}P_{i}^{a_{i}}}, そして、中国の剰余定理によって
{\displaystyle R/I\cong \prod _{i=1}^{n}R/P_{i}^{a_{i}}}, なので各
{\displaystyle R/P_{i}^{a_{i}}} が主環であることを見れば十分である。しかし {\displaystyle R/P_{i}^{a_{i}}} は離散付値環
{\displaystyle R_{P_{i}}} の商 {\displaystyle R_{P_{i}}/P_{i}^{a_{i}}R_{P_{i}}} に同型であり、主環の商であるので、主環である。
5. k を有限体とし {\displaystyle A=k[x,y]}, {\displaystyle {\mathfrak {m}}=\langle x,y\rangle }, {\displaystyle R=A/{\mathfrak {m}}^{2}} とおく。このとき R は主環でない有限局所環である。
6. X を有限集合とする。このとき {\displaystyle ({\mathcal {P}}(X),\Delta ,\cap )} は単位元をもつ可換主イデアル環をなす。ただし {\displaystyle \Delta } は対称差を表し {\displaystyle {\mathcal {P}}(X)} は X の冪集合を表す。X が少なくとも 2 つの元をもてば、環はまた零因子をもつ。I がイデアルであれば、{\displaystyle I=(\bigcup I)} である。X を無限集合とすれば、環は主環でない。例えば、X の有限部分集合で生成されるイデアルを考えよ。

## 可換 PIR の構造理論
上の例 4 で構成された主環はつねにアルティン環である。とくに、それらは主アルティン局所環の有限直積に同型である。
局所アルティン主環は special principal ring と呼ばれ、極めて単純なイデアル構造をもつ：有限個のイデアルしか存在せず、各々は極大イデアルの冪なのである。この理由のために、special principal rings は uniserial rings の例である。
次の結果は主環の完全な分類を special principal rings と主イデアル整域の言葉によって与える。
Zariski–Samuel の定理： R を主環とする。すると R は直積 {\displaystyle \prod _{i=1}^{n}R_{i}} として書ける、ただし各 Ri は主イデアル整域であるかまたは special principal ring である。
証明は中国剰余定理を零イデアルの極小準素分解に適用する。
Hungerford による以下の結果も存在する：
定理 (Hungerford)： R を主環とする。すると R は直積 {\displaystyle \prod _{i=1}^{n}R_{i}} として書ける、ただし各 Ri は主イデアル整域の商である。
Hungerford の定理の証明は完備局所環 (complete local ring) に対する コーエンの構造定理を用いる。
上記例 3 のように議論し Zariski-Samuel の定理を使うことで次のことを確認するのは易しい。Hungerford の定理は任意の special principal ring が離散付値環の商であるというステートメントと同値である。

## 非可換の例
ただの体の直積ではないすべての半単純環 R は非可換右かつ左主イデアル域である。すべての右と左イデアルは R の直和成分であるので e を R の冪等元として eR あるいは Re の形である。この例と並行して、フォン・ノイマン正則環は右かつ左ベズー環であることが確かめられる。
D が可除環で {\displaystyle \sigma } が自己同型でない環自己準同型であれば、skew polynomial ring {\displaystyle D[x,\sigma ]} は右ネーターでない主左イデアル域であることが知られており、したがって主右イデアル環ではありえない。このことは域に対してさえも主左と主右イデアル環は異なるということを示している (Lam & 2001, p.21)。